# Gorek

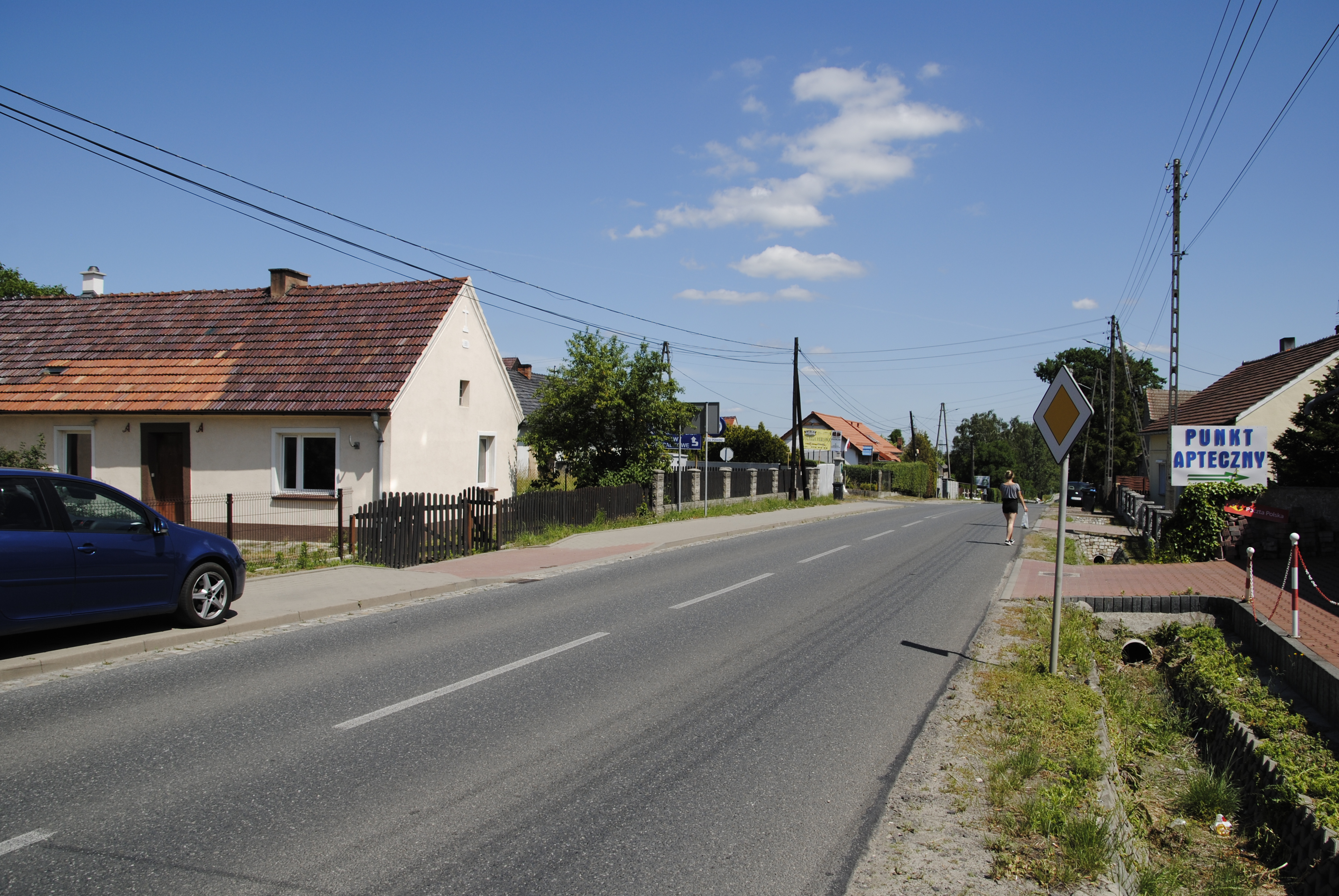
Ortsbild an ul. Opolska

Gorek (auch Gorrek, polnisch Górki, 1936–1945 Kleinberg) ist ein Ort in der Stadt- und Landgemeinde Proskau (Prószków) im Powiat Opolski der Woiwodschaft Opole (Oppeln) in Polen.

## Geographie

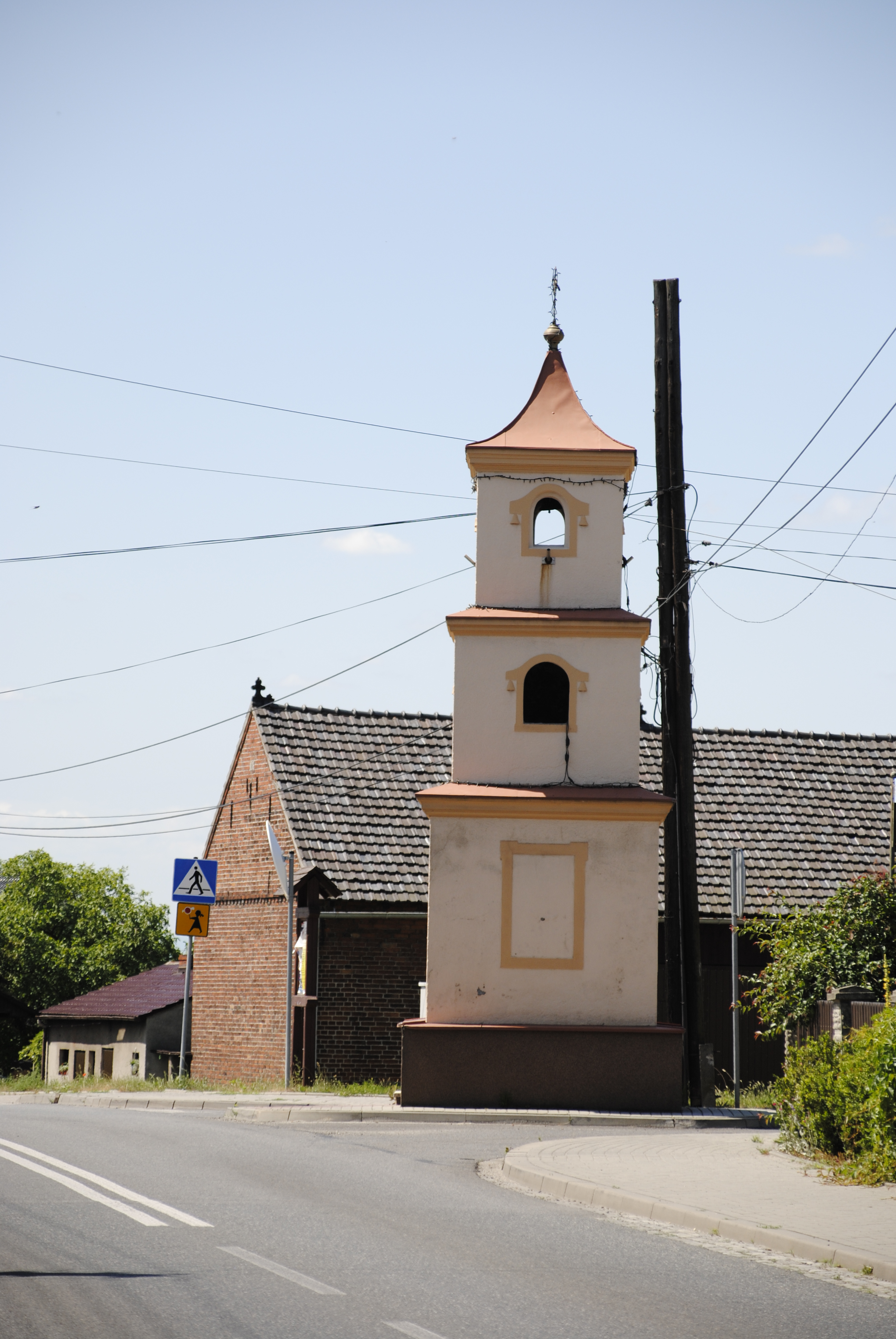
Glockenkapelle an der ul. Opolska

Das Straßendorf Gorek liegt sechs Kilometer nördlich von Proskau und sechs Kilometer südlich von Opole in der Nizina Śląska (Schlesischen Tiefebene). Durch den Ort verläuft die Droga wojewódzka 414.
Nachbarorte von Gorek sind im Westen Dziekanstwo (Dziekaństwo), im Norden Winau (Winów), im Osten Follwark (Folwark) und im Süden Chrzumczütz (Chrząszczyce).

## Geschichte
„Gorky“ 1306 erstmals in einer Urkunde des Oppelner Herzogs Bolesław I. erwähnt. Der Name leitet sich vom slawischen Begriff Górky ab und bedeutet Kleiner Berg. Eine weitere Erwähnung erfolgte 1532 als Gorkhy. Im Jahre 1534 bewirtschafteten in Gorek sieben Gärtner acht Felder. 
Nach dem Ersten Schlesischen Krieg 1742 fiel Gorek mit dem größten Teil Schlesiens an Preußen. 1784 sind für „Goreck“ zehn Bauern, sieben Gärtner, vier Häusler und 173 Einwohner verzeichnet.
Nach der Neuorganisation der Provinz Schlesien gehörte die Landgemeinde Gorek ab 1816 zum Landkreis Oppeln, mit dem sie bis 1945 verbunden blieb. 1845 bestanden im Dorf eine katholische Schule, eine Schmiede, eine Weberei und 44 weitere Häuser. Im gleichen Jahr lebten in Gorek 267 Einwohner, alle katholisch. 1855 waren es 266 Einwohner. 1865 hatte der Ort sechs Halbbauern und 24 Häusler sowie einen Schmied, drei Schneider, einen Schumacher und eine Schankwirtschaft. Im Ort befand sich für die Orte Gorek, Winau und Follwark eine Schule mit 134 Schülern. Die Bewohner waren nach Chrzumczütz eingepfarrt. 1874 wurde der Amtsbezirk Sczepanowitz gegründet, dem die Landgemeinden Chrzowitz, Follwark, Gorrek, Sczepanowitz, Vogtsdorf und Winau sowie die Gutsbezirke Sczepanowitz-Domäne und Winau-Domäne eingegliedert wurden.
Bei der Volksabstimmung in Oberschlesien am 20. März 1921 stimmten 223 Wahlberechtigte für einen Verbleib bei Deutschland und 164 für Polen. Gorek verblieb beim Deutschen Reich. 1933 lebten im Ort 813 Einwohner. Am 19. Mai 1936 wurde Gorek in Kleinberg umbenannt. 1939 wurden 893 Einwohner gezählt. Bis 1945 befand sich Gorek im Landkreis Oppeln.
Als Folge des Zweiten Weltkriegs fiel Frei Gorek mit dem größten Teil Schlesiens 1945 an Polen und wurde in Górki umbenannt. Die deutsche Bevölkerung wurde, soweit sie nicht vorher geflohen war, vertrieben. Die neu angesiedelten Bewohner waren teilweise Zwangsumgesiedelte aus Ostpolen, das an die Sowjetunion gefallen war.
Von 1945 bis 1950 gehörte Ligota Prószkowska zur Woiwodschaft Schlesien, anschließend zur Woiwodschaft Opole und von 1975 bis 1998 wiederum zur Woiwodschaft Opole. Seit 1999 gehört es zum Powiat Opolski. Am 30. April 2010 erhielt Górki zusätzlich den amtlichen deutschen Ortsnamen Gorek. Seit Juni 2012 sind auch die Ortsschilder zweisprachig.

## Sehenswürdigkeiten
- Dorfmuseum (Małe Goreckie Muzeum) in der ul. Szkolna
- Glockenkapelle an der ul. Opolska: In der Kapelle befindet sich eine Holzfigur von Jesus und der Gottesmutter Maria. Die Glocke wurde 1658 in Neisse gegossen.
- Glockenkapelle an der ul. Szeroka
- Denkmal für die Gefallenen beider Weltkriege auf dem Dorffriedhof
- Hölzernes Wegekreuz

## Vereine
- Deutscher Freundschaftskreis